# John McNeill (diplomate)
Pour les articles homonymes, voir John McNeill et McNeill.
John McNeill (Colonsay, Écosse 12 août 1795 - Cannes 17 mai 1883) est un chirurgien et un diplomate écossais.

## Famille
John McNeill est né dans l'île de Colonsay, dans l'archipel des Hébrides, en Écosse. Il est le troisième des six fils de John McNeill, laird de Colonsay et Oronsay (1767-1846) et de son épouse, Hester née McNeill (morte en 1843), et le plus jeune frère du juge Duncan McNeill, 1er baron de Colonsay et Oronsay.

## Éducation
John McNeill étudie la médecine à l'université d'Édimbourg, où il obtient son diplôme de docteur en médecine en 1814, à l'âge de dix-neuf ans.

## Carrière

### En Inde
Le 6 septembre 1816, il est nommé chirurgien assistant à l'établissement de Bombay de la Compagnie britannique des Indes orientales. Il sert notamment dans le district de Kutch en 1818-19. Il devient chirurgien le 1er mai 1824, et quitte le service médical le 4 juin 1836.

### En Perse
De 1824 à 1835, John McNeill est attaché à la légation en Perse de la Compagnie britannique des Indes orientales, d'abord en tant que médecin, puis en tant qu'adjoint politique de l'ambassadeur John Macdonald Kinneir. À ce poste, il démontre une grande compétence. Notamment, en 1829, il est probablement l'un des instigateurs de l'assassinat d'Alexandre Griboïedov lors d'une émeute populaire à Téhéran.
Le 30 juin 1835, il est nommé secrétaire de l'ambassade spéciale envoyée à Téhéran, sous les ordres de Henry Ellis pour féliciter Mohammad Shah Qajar pour son accession au trône de Perse. McNeill est alors décoré de l'ordre du Lion et du Soleil de première classe. À son retour dans sa patrie au printemps de 1836, il publie anonymement un surprenant pamphlet russophobe, Progress and Present Position of Russia in the East. 
De 1836 à 1844, McNeill est de nouveau envoyé en Perse. Présent en 1838 au siège d'Hérat par les troupes perses, il contribue à son échec en expliquant au shah (par l'intermédiaire d'un des membres de son état-major, le lieutenant-colonel Charles Stoddart) que Londres le voit comme une manifestation d'hostilité à son égard. La nouvelle du débarquement le 19 juin 1838 d'un détachement britannique dans l'île de Kharg achève de convaincre le shah, qui lève le siège le 9 septembre 1838.

### En Écosse
En 1845, McNeill est nommé président du Conseil de surveillance, chargé de travailler sur la nouvelle Loi sur les pauvres écossaise, un poste qu'il occupe pendant vingt-trois ans. Au cours de la Famine de la pomme de terre dans les Highlands – presque aussi désastreuse que celle d'Irlande – il mène une enquête spéciale sur la situation de l'ouest des Highlands et des Hébrides extérieures, au cours de laquelle il inspecte personnellement vingt-sept des paroisses les plus en difficulté.
Il est le cofondateur en 1851, avec sir Charles Trevelyan, de la Highland and Island Emigration Society qui, au cours des Highland Clearances, prend en charge l'exode de près de 5 000 personnes vers l'Australie, entre 1851 et 1856.

### La guerre de Crimée
Lors du déclenchement de la guerre de Crimée en 1854, McNeill publie une édition révisée des éditions en français et en anglais de son pamphlet Progress and Present Position of Russia in the East, avec des chapitres supplémentaires traitant du déroulement des événements depuis 1836, et insistant sur l'importance pour la Grande-Bretagne et la Chrétienté de l'indépendance de la Turquie et de la Perse.
Au début de 1855, lorsque des catastrophes en Crimée suscitent l'indignation publique, McNeill et le colonel Alexander Tulloch, un officier de grande expérience au War Office, sont envoyés en Crimée avec pour mission la rédaction d'un rapport sur l'ensemble des arrangements et de la gestion de l'intendance, sur les méthodes de tenue des comptes, et sur les causes des retards dans le déchargement et la distribution de vêtements et d'autres marchandises envoyés à Balaklava.
L'enquête de McNeill et Tulloch est la plus efficace de toutes celles qui se déroulèrent pendant cette guerre. Elle critique vivement l'entourage proche de lord Raglan, et le commissaire-général Filder, et donne lieu à de nombreuses plaintes d'officiers qui souhaitent laver l'honneur de leur nom lors de sa publication en 1856. Une commission d'officiers généraux est alors mise en place pour prendre des mesures, mais, en dépit de ses protestations, le rapport McNeill–Tulloch est à l'origine d'une réforme de l'intendance, par l'ordre royal d'octobre 1858.
Très exceptionnellement, la Chambre des communes, irritée par les dissimulations du gouvernement, adopte une résolution en 1857 pour demander des récompenses ; McNeill est rapidement nommé Conseiller Privé, et Tulloch décoré de l'ordre du Bain. L'université d'Oxford décerne à McNeill un doctorat en droit civil, et l'université d'Édimbourg le choisit comme président de ses sociétés ; son discours d'investiture est publié en 1861.

## Vie personnelle

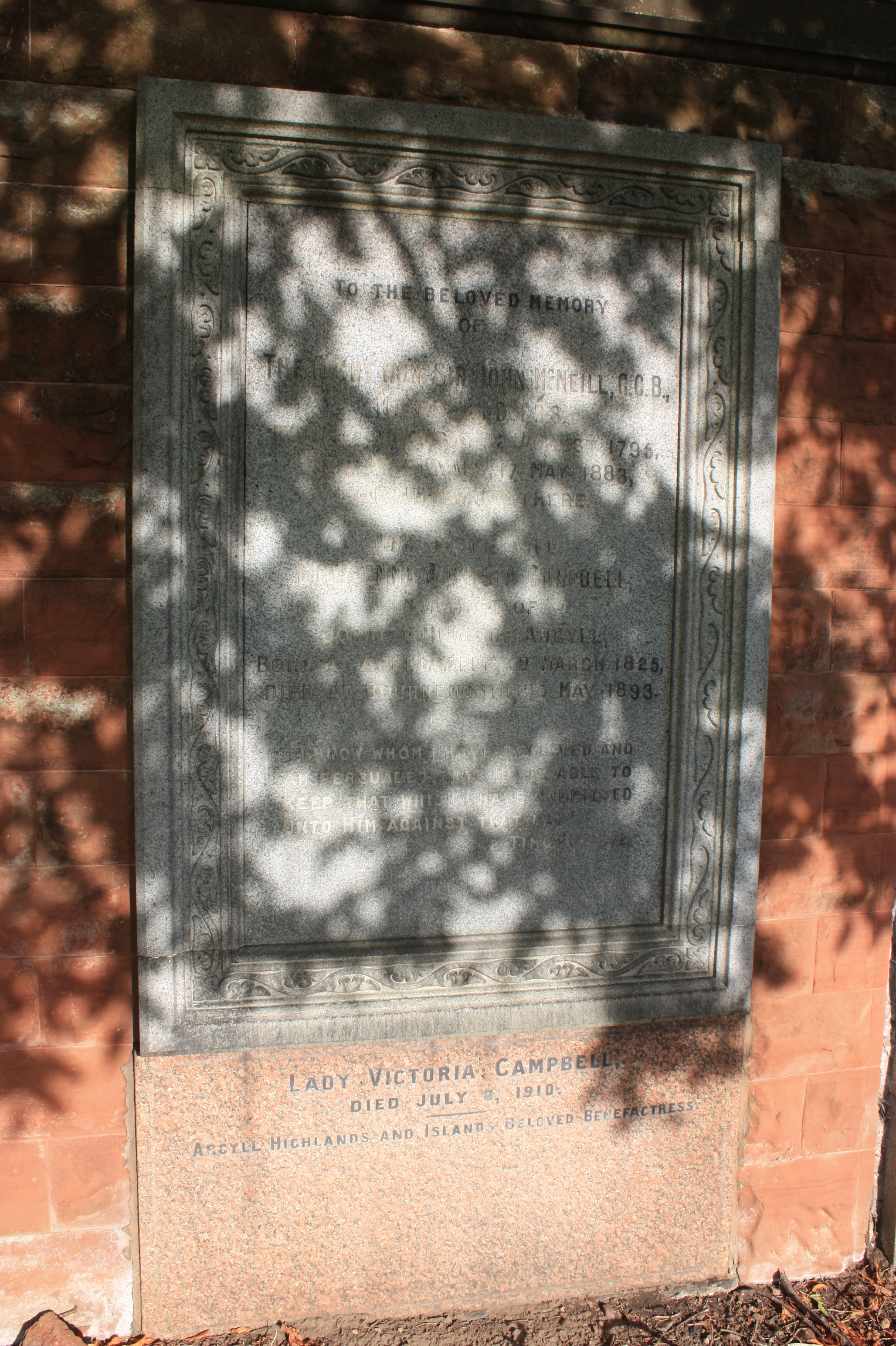
Monument commémoratif de sir John McNeill et lady Emma Augusta McNeill, Liberton Cemetery, Édimbourg

En 1814, McNeill épouse en premières noces Innes, quatrième fille de George Robinson de Clermiston, Midlothian. Elle meurt en 1816, et il se remarie en 1823 avec Eliza, la troisième fille de John Wilson. Après la mort de celle-ci en 1868, il épouse en 1871 lady Emma Augusta Campbell, fille de John Campbell, 7e duc d'Argyll.
McNeill est le beau-frère (par son 2e mariage) de l'auteur John Wilson, et (par son 3e mariage) de George Campbell, 8e duc d'Argyll.
McNeill est décédé à Poralto (quartier de Californie - Pezou, Cannes, France), le 17 mai 1883. Un monument à sa mémoire se trouve sur le mur sud-est du Liberton Cemetery à Édimbourg, sur la tombe de sa troisième femme, Emma Augusta.

### Sources et bibliographie
- (de) « Publications de et sur John McNeill (diplomate) », dans le catalogue en ligne de la Bibliothèque nationale allemande (DNB).
- [Le Grand Jeu, P. HOPKIRK, 2011] Peter Hopkirk (trad. de l'anglais par Gerald de Hemptinne, préf. Olivier Weber), Le Grand Jeu : Officiers et espions en Asie Centrale [« The great game: On secret service in high Asia »], Bruxelles, Nevicata, 2016 (réimpr. 2013), 3e éd. (1re éd. 2011), 569 p. (ISBN 978-2-87523-096-6)